# Grzebiuszka bałkańska
Grzebiuszka bałkańska (Pelobates balcanicus) – gatunek płaza bezogonowego z rodziny grzebiuszkowatych występujący głównie na Półwyspie Bałkańskim. Do 2019 roku uznawany za podgatunek grzebiuszki syryjskiej (Pelobates syriacus). Gatunek słabo poznany w związku z nocnym trybem życia i spędzaniem dużej części życia pod ziemią. Do rozrodu dochodzi w płytkich zbiornikach wodnych. Gatunek najmniejszej troski (LC) w związku z rozległym zasięgiem występowania i dużymi rozmiarami populacji.

## Pozycja taksonomiczna
Opisany po raz pierwszy w 1928 roku jako podgatunek grzebiuszki syryjskiej (Pelobates syriacus balcanicus). W 2019 roku Dufresnes i in. nadali mu status osobnego gatunku w związku z długim okresem dywergencji rozwoju P. syriacus i P. balcanicus (taksony te oddzieliły się od siebie co najmniej 6 milionów lat temu) oraz brakiem introgresji pomiędzy tymi dwoma gatunkami w ich strefie kontaktu, znajdującej się w europejskiej części Turcji, co wskazuje na istnienie bariery reprodukcyjnej. Obecnie status osobnego gatunku jest akceptowany przez europejskich herpetologów. Populacja z Peloponezu zaliczana jest do podgatunku P. balcanicus chloeae.

## Wygląd
Samce i samice osiągają podobną długość ciała – średnio około 6,7–6,8 cm. Z wyglądu płaz podobny do grzebiuszki syryjskiej. Na piętach występują białawe modzele służące do kopania. Czaszka jest płaska. Ubarwienie zmienne – na ciele obecne są szare, żółte lub zielonkawe wzory (rzadziej brązowe) często pokryte pomarańczowymi kropkami.

## Zasięg występowania i siedlisko
Gatunek ten występuje w Serbii, Rumunii, Macedonii Północnej, wschodniej Albanii, Bułgarii, Grecji i europejskiej części Turcji. Na północy granicę zasięgu wyznacza rzeka Dunaj oraz Kotlina Panońska, na wschodzie dolina serbskiej rzeki Morawy, na zachodzie Morze Czarne i Morze Marmara, a na południu Morze Śródziemne. Występuje dysjunkcja zasięgu spowodowana fragmentacją siedlisk. Płaz ten spotykany jest na wysokościach 0–920 m n.p.m. (zazwyczaj do 400 m n.p.m.). Zasiedla obszary charakteryzujące się miękką glebą, w której może się zakopać. Do preferowanych siedlisk należą obszary piaszczyste, terasy zalewowe, wrzosowiska oraz lasy liściaste. Grzebiuszka bałkańska dużą część życia spędza zakopana pod ziemią, ponadto aktywna jest głównie nocą, przez co jest gatunkiem słabo poznanym.

## Rozmnażanie
Gatunek ten rozmnaża się w płytkich zbiornikach wodnych. Kijanki spędzają w wodzie 3–6 miesięcy, a dojrzałość płciowa osiągana jest po dwóch latach, po przeobrażeniu. Maksymalna długość życia to 16 lat.

## Status i ochrona
IUCN klasyfikuje grzebiuszkę bałkańską jako gatunek najmniejszej troski (LC) w związku z rozległym zasięgiem i dużymi rozmiarami populacji. Gatunkowi temu zagrażać mogą modyfikacja i fragmentacja siedlisk spowodowane urbanizacją i rozwojem rolnictwa, zanieczyszczenia gleb i wody spowodowane rolnictwem intensywnym, śmiertelność na drogach, a także zmiany klimatu. Płaz ten występuje na wielu obszarach chronionych, wymieniony jest ponadto (jako grzebiuszka syryjska) w załączniku II konwencji berneńskiej i (również jako grzebiuszka syryjska) w załączniku IV dyrektywy siedliskowej Unii Europejskiej. Chroniony jest również przez ustawodawstwo krajowe. W ochronie grzebiuszki bałkańskiej pomóc może utworzenie korytarzy pomiędzy odizolowanymi siedliskami, zmniejszenie użycia pestycydów oraz utworzenie nowych zbiorników rozrodczych.